# Instituto Português do Mar e da Atmosfera
El Instituto Português do Mar e da Atmosfera (portugués para: Instituto Portugués del Mar y de la Atmósfera) o IPMA es el organismo responsable de las investigaciones y de las políticas meteorológicas, geofísicas y del mar de Portugal. Fue creado en 2012, resultado de la fusión del Instituto de Meteorología (IM) y del Instituto Portugués de Investigación de la Pesca y del Mar (IPIMAR).

## Misiones
En el ámbito de su responsabilidad en las áreas de meteorología y de geofísica, el IM tiene las siguientes atribuciones:
1. Desarrollo de investigaciones y de política meteorológica nacional;
2. Desarrollo de investigaciones y de política geofísica nacional;
3. Desarrollo de investigaciones y de política climatológica nacional;
4. Autoridad nacional en las áreas de meteorología, geofísica y climatología;
5. Autoridad nacional de meteorología aeronáutica;
6. Autoridad nacional de meteorología marítima.

## Organización
El IPMA es un instituto público con personalidad jurídica y dotado de autonomía administrativa y financiera, con un estatuto de Laboratorio del Estado y, actualmente, dependiente del Ministério da Ciência, Tecnologia e Ensino Superior. El IM incluye los siguientes órganos:
1. Presidencia, incluyendo: presidente, vicepresidentes, núcleo de Estudios y Proyectos Especiales y Núcleo de Telecomunicaciones Meteorológicas;
2. Consejos y Comisiones, incluyendo: Consejo de Orientación, Consejo Científico, Unidad de Acompañamiento, Comisión Paritaria y Consejo Administrativo;
3. Departamentos: de Observación y Vigilancia Meteorológica, de Observación y Vigilancia Sismológica y de Acompañamiento del Clima y de las Alteraciones Climáticas;
4. Delegaciones Regionales: de las Azores (Observatorio Afonso Chaves, en Ponta Delgada) y de la Madeira (Observatorio Meteorológico de Funchal);
5. Centros de Coordinación: de Viseu, de Castelo Branco y de Évora;
6. Centros Meteorológicos: de Vila Real, de Faro, de Oporto, de Flores, del Aeropuerto de Horta, de Porto Santo, de Santa Maria, de Corvo, de Funchal, de Angra do Heroísmo (Observatório José Agostinho) y de Horta (Observatorio Príncipe Alberto de Mónaco).

## Historia
El IPMA fue creado en 1944 con la denominación de Serviço Meteorológico Nacional. Posteriormente pasa a llamarse Instituto Nacional de Meteorología e Geofísica. En 1993 pasa a "Instituto de Meteorología", adoptando en 2012 su actual designación (IPMA).